# Hoon Lee
Hoon Lee (ur. 18 lipca 1973 w hrabstwie Hennepin) – amerykański aktor filmowy, serialowy i dubbingowy.

## Filmografia
- Zachować twarz (2004) jako Raymond Wong[2]
- Grand Theft Auto: San Andreas (2004) jako gangster (głos)[2]
- Królowie nocy (2007) jako Emergency Services Driver[2]
- Grand Theft Auto IV: The Lost and Damned (2009) jako The New Crowd of Liberty City[2]
- Homefront (2011) jako płk Jeong / kmdr Park (głos)[2]
- Córka mojego kumpla (2011) jako Henry[2]
- Exposed (2012) jako Taki[2]
- Bez hamulców (2012) jako Floor Manager[2]
- Nickelodeon Teenage Mutant Ninja Turtles (2013) jako Splinter (głos)[2]
- Teenage Mutant Ninja Turtles: Danger of the Ooze (2014) jako Splinter (głos)[2]
- Gekijouban Shimajirou no wao!: Shimajirou to ehon no kuni (2016) jako Villains Fire[2]
- Banshee Origins (2013–2016) jako Job[2]
- Banshee (2013–2016) jako Job[2]
- Outcast: Opętanie (2017) jako dr. Park[2]
- Wojownicze Żółwie Ninja (2012–2017) jako Splinter / Hamato Yoshi / Master Yuuta (głos)[2]
- Bosch (2015–2018) jako Reggie Woo[2]